# Schlacht von Jemgum (1533)
Die erste Schlacht von Jemgum (niederländisch Slag bij Jemmingen) fand im Jahre 1533 während der Geldrischen Fehde statt. In diesem Krieg versuchte Balthasar von Esens mit der Hilfe des Herzogs von Geldern seine Herrschaft im Harlingerland zurückzugewinnen. Die Truppen des Herzogs von Geldern und Balthasars, etwa 2000 waffengeübte Söldner, drangen nach Ostfriesland ein und verschanzten sich in der Jemgumer Kirche. Die anrückende gräflich-ostfriesische Streitmacht war zwar meist unzureichend ausgebildet, aber dafür zahlenmäßig weit überlegen. Die ostfriesischen Grafen Enno und Johann Cirksena schlugen sogar ein Angebot der geldrischen Truppen aus, sich geschlagen zu geben und kampflos aus Ostfriesland abzuziehen.
Doch agierten die Gräflichen anschließend derart taktisch ungeschickt, dass ihre Truppen zusammengeschossen und in die wilde Flucht getrieben wurden. Zwar kamen mit 400 Mann nur vergleichsweise wenig Menschen ums Leben, jedoch waren unter den Toten auf Seiten der Ostfriesen zahlreiche Edle, die an der Spitze ihres Heerhaufens geritten waren. Infolge der Schlacht wurden Leer und Oldersum in Brand gesteckt und geplündert. Am Ende des Krieges saß Balthasar wieder in Amt und Würden, allerdings als geldrischer Vasall.